# Gaston Rebuffat

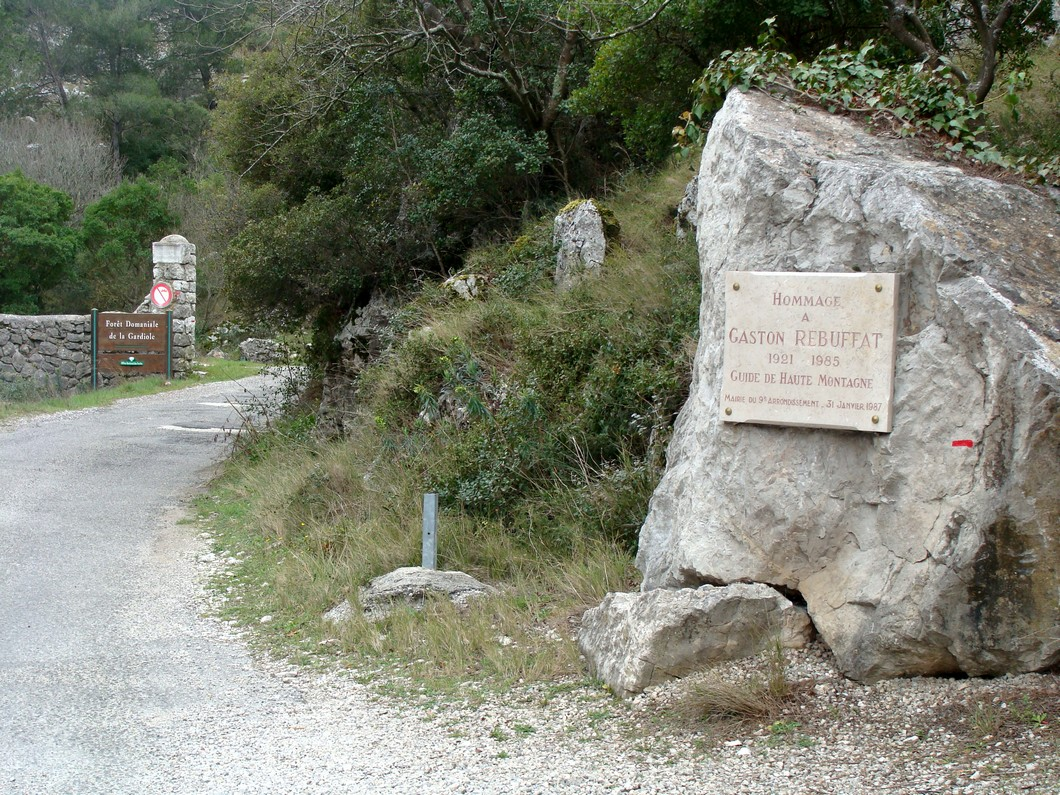
gedenksteen

Gaston Rebuffat (Marseille, 7 mei 1921 - Parijs, 1 juni 1985) was een Franse alpinist.
Hij verwierf met name bekendheid door zijn deelname aan de Franse Annapurna-expeditie van 1950 met onder anderen Jean Couzy, Lionel Terray, Marcel Ichac, Jacques Oudot, Marcel Schatz, Francis de Noyelle en Louis Lachenal, waarbij Maurice Herzog de top haalde. Deze expeditie, die eigenlijk in de eerste plaats de Dhaulagiri trachtte te beklimmen, werd de eerste in de geschiedenis die erin slaagde een persoon op de top van een achtduizender te krijgen. Maurice Herzog en Louis Lachenal kregen bij de afdaling zware bevriezingsverschijnselen en werden in een heroische reddingsactie gered door Rebuffat en Terray.
In het boek Starlight and Storm, in 1954 voor de eerste maal gepubliceerd, beschreef Rebuffat zijn beklimmingen in de Alpen.

## Belangrijkste beklimmingen
- Eerste beklimming van de zuidoostgraat van de Pelerin (1943)
- Tweede beklimming van de Frendo-pijler op de Aiguille du Midi (1943)
- Eerste beklimming van de oost-graat van de Pic de Roc (1944)
- Tweede beklimming van de walker pijler op de Grandes Jorasses (1945)
- Eerste beklimming van de noordwand van de Dent du Requin (1945)
- Eerste beklimming van de zuidwand van de Aiguille du Midi (1956)